# توفيق يوسف عواد
توفيق يوسف عواد (28 نوفمبر 1911 - 16 أبريل 1989) هو أديب وكاتب روائي لبناني. ولد في بحرصاف المتن عام 1911. نال البكالوريا عام 1928. كان متمكنا من اللغة العربية وبدأ بالكتابة للصحف منذ عامه الثامن عشر. درس في كلية القديس يوسف في بيروت ثم واصل دراسته للحقوق في جامعة دمشق. له الكثير من المؤلفات الروائية والقصصية والشعرية. صنفت روايته طواحين بيروت واحدة من أفضل مئة رواية عربية.
روايته «الرغيف» عام 1939، المستوحاة من المقاومة العربية للأتراك في الحرب العالمية الأولى، «ينظر إليها على أنها علامة بارزة في التعبير الأدبي عن القومية العربية». تشمل أعمال عواد فئات مختلفة مثل الشعر والمقالات والرواية والدراما الأدبية. لم تشمل مسيرته المجال الأدبيي فحسب، بل شملت أيضًا السلك الدبلوماسي.

## الحياة الشخصية
ولد عواد في بحرصاف، وهي قرية في قضاء المتن، وهو الثاني من بين سبعة أطفال. عندما كان طفلاً كان عرضة للمجاعة التي حدثت في جبل لبنان في نهاية الحرب العالمية الأولى. تلقى تعليمه في بكفيا قبل أن يلتحق بجامعة القديس يوسف اليسوعية في بيروت من عام 1923 إلى عام 1927. أصبح صحفيًا، وعمل سكرتيرًا لتحرير جريدة القبس القومية التي تتخذ من دمشق مقراً لها عام 1931. تزوج من ابنة تاجر لبناني، وصار محاميا قبل أن يعود إلى بيروت عام 1933. حتى عام 1941، كان يعمل سكرتيرًا لتحرير صحيفة النهار اليومية الجديدة. في عام 1941، بعد شهر من السجن نتيجة لنشاطه القومي، أسس «الجديد»، وهي الجريدة الأسبوعية التي سرعان ما أصبحت يومية، واستمرت حتى عام 1946.
عام 1946 دعي للانضمام إلى السلك الدبلوماسي اللبناني. خدم في عدد كبير من المناصب، قبل أن يتقاعد عام 1975 وكانت آخر مناصبه سفير لبنان في إيطاليا. اختار البقاء في لبنان خلال الحرب الأهلية اللبنانية 1975-90، وخسر بعض المخطوطات والمراسلات عندما تم تفجير شقته في بيروت عام 1976. وتوفي بسبب انفجار قنبلة عام 1989.

## النشأة
ساهم بكتاباته في العديد من الصحف بما في ذلك البيان، لبطرس البستاني، وكذلك النداء لكاظم الصلح. حتى أنه كتب قصصًا قصيرة مستوحاة من الشوارع التي عاش فيها. لم يبدأ توفيق في كتابة المقالات السياسية إلا في وقت لاحق من حياته. ثم سافر إلى دمشق حيث عمل كمراسل لصحيفة البيرق وجريدة القبس. ثم التحق بمعهد القانون الذي نال فيه الإجازة في القانون. ومع ذلك، بعد حصوله على درجته العلمية، لم يبدأ بممارسة المحاماة.
كانت صحيفة النهار، والتي أسسها جبران تويني عام 1933، هي المنفذ الإعلامي الذي كتب فيه توفيق مقالاته حتى عام 1941. كتب قصصا ومقالات تدور حول الجرائم التي تحدث في لبنان. كما كتب عن أفكاره في الأدب والسياسة والقضايا الاجتماعية.

### طفولته
عمل والد توفيق كخبير عقاري ومقاول بناء وولدت والدته في قرية محافظة. تأثرت بداية حياة توفيق وطفولته بشدة بالحرب العالمية الأولى، التي بدأت عندما كان عمره حوالي ثلاث سنوات. أجبرت مجاعة عام 1916 في جبل لبنان توفيق وعائلته على مغادرة مسقط رأسهم والانتقال إلى زحلة، حيث قرر والده تعويض خسائره من خلال فتح مطعم صغير. لسوء الحظ، في ذلك الوقت كان هناك تفشي جديد للحمى في مدينة زحلة، ولم يكن أمام عائلة توفيق خيار سوى العودة إلى القرية التي اضطروا إلى هجرها من قبل.

### التعليم
تعلم توفيق بمدرسة «الأصدقاء» في برمانا القراءة والكتابة، بالإضافة إلى العديد من المهارات الابتدائية الأخرى. عاد بعد ذلك إلى قرية بحرصاف حيث التحق بمدرسة كنيسة مار يوسف. انتقل لاحقًا إلى مدرسة أخرى تسمى «الآباء اليسوعيين» في بكفيا، حيث تلقى تعليمه الابتدائي الرسمي. في عام 1924، التحق توفيق بمؤسسة «الأباء اليسوعيين» في بيروت حيث واصل العمل ككاتب في جريدة «العريس» وصحيفة «البرق». في عام 1927 حصل على شهادة البكالوريوس.

### هواياته
شملت هواياته قراءة الأدب العربي والفرنسي. شجعه شغفه بالأدب على المشاركة في المسرحيات التي كانت تُعرض في نهاية كل عام دراسي. في أوقات فراغه، كان يمثل ويقلد الأشياء المحيطة به، وهو ما ألهمه فيما بعد وأصبح أساسًا لإحدى رواياته (الرغيف). في سن الخامسة عشرة بدأ كتابة القصائد في جريدة العريس المملوكة لعبد الله حشيمة.

## سنواته الأخيرة
أحيل توفيق إلى المعاش وعاد إلى لبنان وبالتحديد بحرصاف عام 1975. خلال تلك الفترة، تعايش توفيق مع الحرب الأهلية اللبنانية وحاول الدعوة إلى السلام. كتب سيرته الذاتية في مجموعة قصص بعنوان «حصاد العمر». في عام 1984، قرر توفيق التوقف عن الكتابة. دفعت حوادث التفجير المتكررة في لبنان توفيق إلى الفرار من منزله والاختباء في السفارة الإسبانية في لبنان، مع العلم أن صهره كان السفير الإسباني في لبنان. توفي توفيق يوسف عواد عام 1989 نتيجة قصف استهدف السفارة الاسبانية.

## مسيرته

### الحياة الدبلوماسية
بعد أن عمل في الأرجنتين كسفير للبنان لمدة عامين، سافر إلى إيران للعمل كسفير أيضا. كانت تجربة توفيق الأبرز في إيران هي زيارته لمدينة قم. في عام 1945، انتقل إلى مدينة مدريد بإسبانيا، حيث مكث لثلاث سنوات. في مدريد، زار توفيق مكتبة الإسكوريال حيث اكتشف أمجاد العرب. بعد أن أقام في مدريد، ذهب توفيق إلى القاهرة، بمصر وعاش أزمة السويس (العدوان الثلاي). استمرت إقامته في مصر حتى عام 1959. بعد ذلك، ذهب إلى المكسيك ومكث فيها لمدة عام. بعد تنقله من بلد إلى آخر، عاد إلى بلده لبنان، حيث عمل مديراً للشؤون الاجتماعية والثقافية لنحو ست سنوات.

## كتاباته
على الرغم من أن عواد أتقن العديد من ألوان الكتابة والأدب، لا يبدو أنه أعطي وزنًا كبيرًا لشعره مقارنة بأعماله الأدبية الأخرى. إلا أنه لم ينس الشعر تمامًا، وقد ظهر أسلوبه الشعري في بعض القصص مثل «الساعة والترجمان» و«حصاد العمر». تضمنت تلك الأخيرة 21 قصيدة مستوحاة من التجارب الشخصية، تضمنت معظمها غزل وحديث عن الحب.
كان توفيق ينظر لقصائده على أنها «رسائل موزونة» واعتقد أن للشعراء الحق في الخروج عن المعايير العادية التي يتوقع من الكاتب الالتزام بها. تميز شعره بقوته وإيقاعه العذب واهتمامه بالتفاصيل ووصف هذه التفاصيل بأسلوب فكاهي.
نشر توفيق يوسف عواد «قوافل الزمان» وهي مجموعة قصص قصيرة وهبها لصديقه الذي ظل معه طوال حياته. ووفقًا له، فقد تم تنظيمها بترتيب زمني يصف «ملخص حياته من أعماق قلبه» وتضمنت «أنقى أفكاره وأكثرها صفاء».

### أسلوبه في الكتابة
كانت موهبته تظهر من خلال أعماله الصحفية. من المحتمل أن تكون قدراته في كتابة المقالات الصحفية بسبب حقيقة أنه بدأ في الكتابة بأسلوب صحفي في سن صغير، لذلك تطورت مهارته للأفضل بمرور الوقت وسهلت عليه كتابة هذه المقالات عندما كبر.
تمت الإشادة بكتاباته أيضًا نظرًا لقدرتها على جعل الكلمات تبدو جميلة ومنحها معاني جديدة في جميع أعماله. كان اختيار كلماته دائمًا معبرًا ومفصلاً، مما منح القراء طريقة فعالة لإدراك معنى ما يقرؤون عنه. قال نوفل أن قراءة مقالاته ممتعة لأنه يكتب بشكل عفوي وواضح وبروح الدعابة. قبل إصدار أي من مؤلفاته، كان يقرأها مرارًا وتكرارًا، محاولًا النظر إليها من خلال أعين قرائه المحتملين. ورأى توفيق أنه إذا لم يعتقد أن مقالته كانت ممتعة في القراءة، فلن يعتقد جمهوره أيضًا أنها ممتعة. قال عواد: «أنا أكتب إذا أنا موجود»، وقال كذلك: «للكلام في فمي طعم القبلات».
يقول توفيق إن من أصعب ما في الكتابة هو محاولة دمج الاختلافات الدقيقة في اللغة العامية أثناء كتابة حوار محادثة، وفي بعض الأحيان إضافة الأسلوب الرسمي في الحديث إلى المناقشة.

### حبه للكتابة
قال عواد أنه كان «يحب الكلمات» التي كتبها. وشبه طريقة كتابته بطريقة حبه لمحبوبته. كما حذر نفسه من «الوقوع في الفخ الذي يأتي مع هذا الحب للكلمات مثل النساء». قال إن المرأة يمكن أن تكون قوية، ومغرية، ومراوغة، وأنه يحتاج دائمًا إلى التأكد من أنه يتحكم في كلماته، وليس العكس.

## الأعمال والإنجازات

### الروايات
- الرغيف، 1939.[5]

واحدة من أفضل روايات توفيق يوسف عواد الروائية العربية هي الرغيف. تدور أحداثها حول الحرب العالمية الأولى، ومقاومة شعب سوريا ولبنان الأتراك. وتشبه هذه المقاومة حدثا مهمًا في التاريخ العربي تم تحديده في الرواية. تعطي الرواية مضامين مهمة تتعلق بشكل خاص بهذا العصر، إذ نهض القوميون وجعلوا أصواتهم مسموعة في الدول العربية. يناقش الرغيف التدخلات والحلول المناسبة للأحداث المهمة التي تحدث اليوم. يكتب عواد أن «العرب ما زالوا يناضلون للحصول على رغيف خبز»، في إشارة إلى أن الإمبريالية ما زالت تسيطر على الدول العربية وأن العرب يناضلون من أجل الحرية والاستقلال. الرواية مع ذلك قد واجهت انتقادين. الأول هو أنها تحتوي على تفاصيل لا صلة لها بالسرد، والثاني هو أن المؤلف غالبًا ما يعطل تدفق السرد عندما يحاول شرح الأحداث. بينما يرى آخرون أن الرواية متوازنة بشكل جيد بين التحليل النفسي والحساسية الدرامية، مما يجعلها من بين أفضل الروايات العربية في وقتها.
- طواحين بيروت، 1972. ترجمت للإنجليزية باسم Death in Beirut 1976.

طواحين بيروت، هي الرواية الثانية لتوفيق يوسف عواد. تدور أحداث القصة في لبنان، بعد سنوات من الحرب العربية الإسرائيلية عام 1967. تتمحور أحداثها حول البطلة تميمة نصور، وهي فتاة شيعية مسلمة تغادر قريتها في جنوب لبنان للالتحاق بالجامعة في بيروت. يستخدم الكاتب رحلتها لإظهار التحديات والتغيرات الثقافية التي واجهها الشباب اللبناني في أعقاب الحرب والغارات الإسرائيلية على الفدائيين. تهدف الرواية إلى إظهار التحوّل الثقافي للمجتمع اللبناني الحديث. استخدم توفيق -الذي كان يكتب بإحساس كبير- قوته المتمثلة في امتلاك خبرة طويلة في الفن والحياة لاختيار موضوع هذه الرواية وتصويره كتابةً. وتتبع توفيق -الذي حاول تصوير واقع الحياة في لبنان- خطى الواقعيين. تعرض الرواية صورتين بانوراميتين: توثيق تاريخي للبنان ووصف شعري لصراعات الشخصيات.
خلال رحلة تميمة في الجامعة، تنغمس في مظاهرات طلابية، ويغويها الكاتب المتمرد رمزي رعد، وتقع في حب المسيحي الماروني هاني راعي، الذي كان يعيش في شمال لبنان. ومثل معظم الطلاب الآخرين، كانت تعمل أيضًا بدوام جزئي لتلبية احتياجاتها المالية. يدور الجزء الأكبر من الرواية حول شقيقها القاسي جابر نصور، وصداقتها الآخذة في النمو مع ماري أبو خليل، وحبها لهاني. كانت ذروة الرواية عندما رفض هاني تميمة بعد أن علم بماضيها. بعد انتكاسات عديدة، تكتسب تميمة الحكمة وتدرك أن حريتها لا شيء بدون حرية الآخرين. وهكذا قررت أن تتحد مع الثورة والتغيير. ثم انضمت إلى الفدائيين، عاقدة العزم على مواجهة الكذب والخداع، ونتيجة لذلك بدأت تفقد براءتها تدريجياً. تنتهي الرواية بإنهائها لحياتها المهنية، على أمل القتال من أجل هدف أكبر، منهية بذلك نموها الفكري.
الرواية مكتوبة من منظور الشخص الثالث، مما يسمح لعواد باستكشاف الصراعات التي تواجه بيروت ومصائر الشخصيات التي ترتبط بحياة تميمة. ومع ذلك، فإن القارئ أيضًا يتعرض لأفكار تميمة الداخلية حيث توجد لحظات في الرواية تستعرض مذكرات تميمة. لا يستخدم المؤلف صوت الراوي لإيصال رسالته، بل إنه يحققها من خلال العلاقات الإنسانية. عند تحليل لغة الرواية، يتضح أن عواد يستخدم صورًا شعرية مكثفة، خاصة عند وصف مشهد إغواء هاني لتميمة، وذلك مقارنة بالروايات العربية الأخرى. تستكشف الرواية بنجاح العلاقة بين الأشخاص ذوي الخلفيات الدينية المختلفة في مجتمع مضطرب وتصف الأحداث التاريخية المأساوية التي أعقبت حرب عام 1967 في لبنان.

### أعمال أخرى
- مسرحية: السائح والترجمان[8]

في مسرحية السائح والترجمان، يبدأ المؤلف السرد بالقول إنه يريد من الممثلين تصوير آلهة تعيش بين البشر، على مستوى أكبر حتى من «آلهة بعلبك». المسرحية ليست واقعية إلا في طريقة صياغة الحوار. وهي تنتمي إلى نوع الدراما الفكرية، ويُعرف عواد بكونه رائدًا لذلك النوع الأدبي. وعلى عكس الأساطير اليونانية القديمة، حيث عاش البشر والآلهة في وئام وتفاعلوا مع بعضهم البعض، فإن المؤلف حريص على إيجاد المشاكل الفلسفية التي تواجهها البشرية والتي قد تسبب اضطراب وقلق الآلهة.
ومن شخصيات «السائح والترجمان» السائح الذي جاء من الجانب الآخر من العالم لزيارة آثار بعلبك، والنحات، ورجل يرمز لأهل المستقبل. ينقسم نص المسرحية (على عكس النصوص العادية التي تنقسم إلى فصول) إلى ثلاثة أقسام: الوصول والزيارة والعودة. أما المحتوى التمثيلي للمسرحية فهو ليس مليئًا بالأحداث، بل الحوار الفكري هو الذي يشكل أساس المسرحية. وهذا الحوار، على الرغم من أنه مليء بمناقشة الأفكار، يتم تمثيله بشكل درامي من خلال اندفاعات من الصور والشعر. تظهر هذه المسرحية، التي تختلف عن رواياته الخيالية، نضجًا في أفكاره ولغته ومن خلال استخدامه للصور.
- الصبي الأعرج، 1936[9]
- قميص الصوف، 1937[10]
- العذارى، 1944[11]
- مطر الصقيع، 1982[12]
- فرسان الكلام، دار الكتاب اللبناني، بيروت، 1962[13]
- غبار الأيام، دار العلم للملايين، بيروت، 1963 (مقالات)[14]
- قوافل الزمان، أو، قصائد البيتين، مؤسسة أ. بدران وشركاه، بيروت، 1973 (شعر)[15]
- حصاد العمر، أو، سيرة شق وسطيح، مكتبة لبنان، بيروت، 1984 (سيرة ذاتية)[16]

## الآراء والتأثيرات السياسية

### التأثير على كتاباته
تأثرت طفولة توفيق عواد بشكل كبير بالقصص التي قرأتها له جدته من كتاب «ألف ليلة وليلة». جاء إلهامه فيما بعد من روائيين فرنسيين وكتاب وشعراء عرب مثل أبو الفرج الاصفهاني والمتنبي والجاحظ. لم يتشكل إبداعه من خلال قراءته قصص ومؤلفات الكتاب الآخرين فحسب، ولكن أيضًا من خلال حياته الدبلوماسية وأسفاره التي أعطت نوعًا جديدًا من الإثراء لأعماله.

#### توفيق عواد كقاص
كان توفيق عواد راويًا وقاصًا كتب قصصًا قصيرة وطويلة عكست قصة حياته الخاصة وتجاربه الشخصية وذكرياته ومواقفه التي عبر عنها وتعايش معها طوال حياته.
تحدث في «الرغيف» عن الفقر الذي تزامن مع الحرب العالمية الأولى بسبب غزو «الجراد» لجبل لبنان عام 1916. كما ناقش توفيق مع قضايا أخرى وكتب عنها، بما في ذلك النضال الذي خاضه اللبنانيون قبل استقلالهم عن العثمانيين. تضمنت عواقب ذلك النضال شنق العديد من الثوار. من هذه الأحداث التي شهدها توفيق، استطاع أن يلتقط ويصور بشكل مثالي الفقر والبؤس والنضال الذي جاء أثناء الكفاح من أجل الاستقلال، فضلاً عن الجهل الذي جاء بسبب الفشل الحكومي.

## بيبليوغرافيا
- الرغيف وطواحين بيروت: نموذج لوطنية توفيق يوسف عواد، درية كمال فرحات، دار المواسم للطباعة والنشر والتوزيع، 2006
- عنف السلطة والتمرد في أدب توفيق يوسف عواد، جان طنوس، دار المنهل اللبناني للطباعة والنشر، 2009